# Trophée Roger-Crozier
Le trophée Roger-Crozier a été remis chaque année entre 2000 et 2007 au gardien de but de la Ligue nationale de hockey ayant terminé la saison régulière avec le meilleur taux d'arrêts.

## Histoire

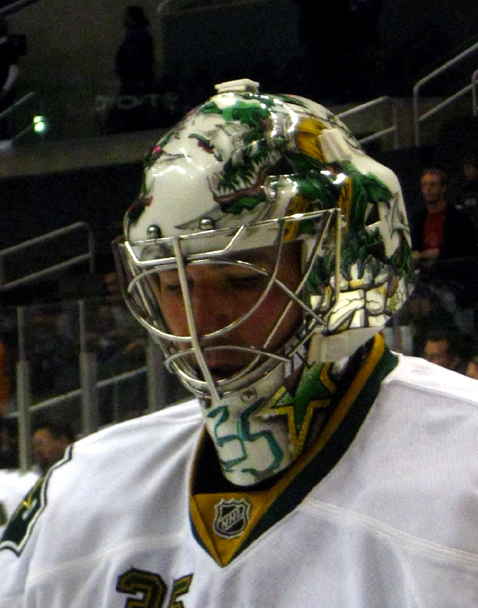
Marty Turco

Le prix est créé en 2000 et doit son nom à Roger Crozier, gardien de but canadien ayant évolué dans la Ligue nationale de hockey pour les Red Wings de Détroit, les Sabres de Buffalo et les Capitals de Washington. Marty Turco est le seul gardien à remporter le prix à deux reprises.
Ce trophée est décerné au gardien de but qui, ayant disputé au moins vingt-cinq matchs, termine avec le plus grand pourcentage de tirs arrêtés à l'issue de la saison régulière. Avant lui, le prix Trico, commandité par la compagnie du même nom et remis de 1989 à 1991, récompense les gardiens conservant le meilleur taux d'arrêts tout en ayant disputé un minimum de trente-cinq matchs.
Le trophée est remis pour la dernière fois en 2007, à Niklas Bäckström, avant d'être supprimé.

## Lauréats
| Saison    | Gardien          | Équipe                | % ARR |
| --------- | ---------------- | --------------------- | ----- |
| 1999-2000 | Ed Belfour       | Stars de Dallas       | 91,9  |
| 2000-2001 | Marty Turco      | Stars de Dallas       | 92,5  |
| 2001-2002 | José Théodore    | Canadiens de Montréal | 93,1  |
| 2002-2003 | Marty Turco      | Stars de Dallas       | 93,2  |
| 2003-2004 | Dwayne Roloson   | Wild du Minnesota     | 93,3  |
| 2005-2006 | Cristobal Huet   | Canadiens de Montréal | 92,9  |
| 2006-2007 | Niklas Bäckström | Wild du Minnesota     | 92,9  |